# Xenomugil thoburni
Xenomugil thoburni är en fiskart som först beskrevs av Jordan och Starks, 1896.  Xenomugil thoburni ingår i släktet Xenomugil och familjen multfiskar. IUCN kategoriserar arten globalt som livskraftig. Inga underarter finns listade i Catalogue of Life.